# Ángel Fabián Di María
Ángel Fabián di María (Rosario, 14 de febrer de 1988) és un futbolista argentí que juga actualment al CA Rosario Central. Anteriorment va ser jugador de l'SL Benfica, el Reial Madrid, el Manchester United FC, el Paris Saint Germain, i la Juventus de Torí. És internacional amb la selecció argentina.

## Carrera futbolística

### Inicis
Di María és un jugador sorgit de les categories inferiors del Rosario, equip en el qual debuta el 2005. Gairebé una temporada i mitja després del seu debut amb el primer equip del Central i havent jugat només 16 partits de titular fitxà pel Benfica per una quantitat que ascendí a 6 milions d'€.

### Benfica

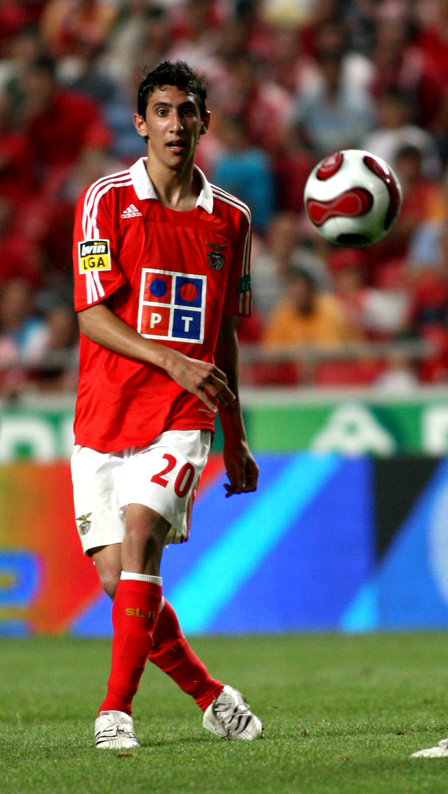
Di María amb la samarreta del Benfica.

L'extrem argentí es va anar fent un lloc en l'equip titular de l'esquadra portuguesa. La seua tècnica sumada a la seua velocitat l'han convertit en un extrem altament cotitzat a Europa. Durant el mes d'octubre del 2009 es feia oficial la seua renovació com a jugador del Benfica, a més d'allargar la durada del seu contracte, també augmentà la seua clàusula de fins als 40M€.

### Reial Madrid
Després d'unes setmanes amb intensos rumors el 28 de juny del 2010 es confirmà el fitxatge del jove extrem argentí pel Real Madrid.

### Manchester United
A les darreries d'agost de 2014 el Manchester United FC va fitxar el jugador, procedent del Reial Madrid, pel qual va pagar uns 75 milions d'euros, cosa que el convertia en el jugador més car mai comprat pel club anglès. El 30 d'agost va debutar jugant 70 minuts en un empat entre el Burnley FC i el Manchester United (0-0) a Turf Moor.

### París Saint-Germain
Després d'una decebedora temporada a Old Trafford, el 6 d'agost de 2015 el París Saint-Germain va anunciar el fitxatge del jugador per uns 63 milions d'euros, passant a ser el futbolista que ha mogut més diners de la història del futbol.

### Juventus
El 8 de juliol de 2022, Di María va fitxar per la Juventus com a agent lliure després de signar un contracte anual.

### Retorn a Benfica
Davant l'augment de l'interès per part dels clubs saudites, Di María va posar fi a totes les especulacions el 6 de juliol de 2023, quan va signar un contracte d'un any amb el Benfica i va ser presentat davant de 2.500 seguidors del Benfica a l'entrada de l'Estádio da Luz.

### Selecció argentina
El major èxit de Di María amb la selecció argentina ha estat sense dubte la consecució del títol de campió de món sub-20 al Canadà. Alhora també té en les seues vitrines una medalla d'or dels Jocs Olímpics.
El seu primer gol com a internacional absolut el va aconseguir contra la Selecció Catalana, en l'amistós del 22 de desembre del 2009.
Va participar en el Mundial de Sud-àfrica 2010 on fou eliminat a quarts de final per la selecció dels Països Baixos.
El juny de 2014 fou un dels 23 seleccionats per Alejandro Sabella per a representar l'Argentina a la Copa del Món de Futbol de 2014 al Brasil. L'11 de juliol de 2014 la FIFA va anunciar la seva inclusió entre els deu candidats a la Pilota d'Or al Millor Jugador del Mundial (els guanyadors de les Pilotes d'Or, Plata i Bronze als tres millors jugadors del Mundial del Brasil serien anunciats el dia 14, un dia després de la disputa de la final del Mundial a l'estadi de Maracaná).

## Estadístiques
Actualitzades a 25 de juny del 2013.
| Club            | Temporada | Lliga   | Lliga | Copa    | Copa | Altres1 | Altres1 | Continental | Continental | Total   | Total |
| Club            | Temporada | Partits | Gols  | Partits | Gols | Partits | Gols    | Partits     | Gols        | Partits | Gols  |
| --------------- | --------- | ------- | ----- | ------- | ---- | ------- | ------- | ----------- | ----------- | ------- | ----- |
| Rosario Central | 2005-06   | 1       | 0     | 0       | 0    | —       | —       | 4           | 0           | 5       | 0     |
| Rosario Central | 2006-07   | 16      | 1     | 0       | 0    | —       | —       | 0           | 0           | 16      | 1     |
| Rosario Central | 2007-08   | 18      | 5     | 0       | 0    | —       | —       | 0           | 0           | 18      | 5     |
| Rosario Central | Total     | 35      | 6     | 0       | 0    | —       | —       | 4           | 0           | 39      | 6     |
| SL Benfica      | 2007–08   | 26      | 0     | 5       | 0    | 3       | 0       | 11          | 1           | 45      | 1     |
| SL Benfica      | 2008–09   | 24      | 2     | 0       | 0    | 5       | 1       | 5           | 1           | 34      | 4     |
| SL Benfica      | 2009–10   | 26      | 5     | 1       | 0    | 4       | 1       | 14          | 4           | 45      | 10    |
| SL Benfica      | Total     | 76      | 7     | 6       | 0    | 12      | 2       | 30          | 6           | 124     | 15    |
| Reial Madrid CF | 2010–11   | 35      | 6     | 8       | 0    | —       | —       | 10          | 3           | 53      | 9     |
| Reial Madrid CF | 2011–12   | 23      | 5     | 0       | 0    | 2       | 0       | 7           | 2           | 32      | 7     |
| Reial Madrid CF | 2012–13   | 32      | 7     | 7       | 1    | 2       | 1       | 11          | 0           | 52      | 9     |
| Reial Madrid CF | Total     | 90      | 18    | 15      | 1    | 4       | 1       | 28          | 5           | 137     | 25    |
| Total           | Total     | 195     | 28    | 20      | 1    | 16      | 3       | 58          | 11          | 288     | 43    |

1Inclou la Copa de la Lliga portuguesa i la Supercopa d'Espanya.

## Palmarès

### Benfica
- 1 Lliga portuguesa: (2009-10)
- 2 Copes de la Lliga portuguesa: (2008-09 i 2009-10)
- 1 Supercopa portuguesa: (2023)

### Reial Madrid CF
- 1 Lliga de Campions: (2013-14)
- 1 Supercopa d'Europa: (2014)
- 1 Primera divisió: (2011-12)
- 2 Copes del Rei: (2010-11 i 2013-14)
- 1 Supercopa d'Espanya: (2012)

### París Saint-Germain
- 5 Lligues franceses: (2015-16, 2017-18, 2018-19, 2019-20 i 2021-22)
- 5 Copes franceses: (2015-16, 2016-17, 2017-18, 2019-20 i 2020-21)
- 4 Copes de la lliga francesa: (2015-16, 2016-17, 2017-18 i 2019-20)
- 5 Supercopes franceses: (2016, 2017, 2018, 2019 i 2020)

### Selecció argentina
- 1 Copa del Món: (2022)[11]
- 2 Copes Amèrica: (2021,[12] 2024)[13]
- 1 Copa de Campions Conmebol-UEFA: (2022)[14]
- 1 Campionat del Món sub-20: (2007)
- 1 Medalla d'or als Jocs Olímpics: (2008)